# 増井敬二
増井 敬二（ますい けいじ、1921年8月14日 - 2007年9月21日）は、オペラ評論家、音楽ディレクター。
東京出身。慶應義塾大学経済学部卒。1946年、NHKに入社し音楽ディレクターを務める。またラジオのステレオ音楽番組を創始した。1958年、第10回イタリア賞を受賞。NHKを定年退職後は音楽評論の他、神奈川大、横浜国大、武蔵大、東京声專音楽学校で講師を務めた。

## 編著書
- 『データ・音楽・にっぽん』編著 民主音楽協会民音音楽資料館 1980
- 『日本のオペラ 明治から大正へ』民音音楽資料館 1984
- 『浅草オペラ物語 歴史、スター、上演記録のすべて』芸術現代社 1990
- 『オペラを知っていますか 愛好家のためのオペラ史入門』音楽之友社 1995
- 『日本オペラ史 ～1952』昭和音楽大学オペラ研究所編 水曜社 2003

## 論文
- CiNii Articles 検索- 増井敬二